# Marco Biraghi
Marco Biraghi (Milano, 18 settembre 1959) è uno storico dell'architettura italiano.

## Biografia
Ha studiato Architettura al Politecnico di Milano, dove si è laureato nel 1986, con relatore Augusto Rossari e correlatore Massimo Cacciari. Nel 1997 è diventato ricercatore in Storia dell’architettura presso la Facoltà di Architettura-Leonardo del Politecnico di Milano. Dal 2003 è stato professore associato presso la Facoltà di Architettura Civile, sempre presso lo stesso Politecnico, dove ha insegnato storia dell’architettura contemporanea. Dal 2012 insegna presso la scuola di Architettura e società, confluita poi nel 2016 nella Scuola di Architettura Urbanistica Ingegneria delle Costruzioni.
Dal 2005 è presidente di GIZMO, collettivo di ricerca e rivista di architettura.

## Opere
- Porta multrifons. Forma, immagine, simbolo, Sellerio Editore, Palermo, 1992
- Hans Poelzig. Architettura, ars magna - 1869-1936, Arsenale editrice, Verona, 1992
- Hans Poelzig: Architektur 1869-1936, Vice Versa Verlag, Berlino, 1993
- Rilievi genovesi - Una città scolpita a parole, Edizioni Pendragon, Bologna, 1995
- Le forme e i tempi. Per una "filosofia della vita" dei monumenti e dei documenti, Edizioni Guerini e associati, Milano, 1997
- Guida all'architettura del Novecento a Vienna, Budapest e Praga, Electa, Milano, 1998
- Béla Lajta. Ornamento e modernità (a cura di), Electa, Milano, 1999
- Delirious New York. Un manifesto retroattivo per Manhattan (a cura di), Electa, Milano, 2001
- Progetto di crisi. Manfredo Tafuri e l'architettura contemporanea, Marinotti Edizioni, Milano, 2005
- Peter Eisenman. Tutte le opere (con Pier Vittorio Aureli e Franco Purini), Electa, Milano, 2007
- Storia dell'architettura contemporanea I - 1750-1945, Einaudi, Torino, 2008
- Storia dell'architettura contemporanea II - 1945-2008, Einaudi, Torino, 2008
- Identification Parade: Manfredo Tafuri and Rem Koolhaas, Textem Verlag, Amburgo, 2011
- Project of Crisis: Manfredo Tafuri and Contemporary Architecture, MIT Press, Cambridge (Massachusetts), 2013
- Storia dell'architettura italiana 1985-2012 (con Silvia Micheli), Einaudi, Torino, 2013
- "Architettura" in Enciclopedia delle Arti Contemporanee. Il tempo inclinato (a cura di Achille Bonito Oliva), Electa, Milano, 2015
- Guida all'architettura di Milano 1954-2015 (con Gabriella Lo Ricco e Silvia Micheli), Hoepli, Milano, 2015
- Milan Architecture Guide 1945-2015 (con Florencia Andreola e Gabriella Lo Ricco), Hoepli, Milano, 2015
- I quattro libri dell'architettura (a cura di), Edizioni Studio Tesi, Roma, 2018
- Palazzo Donghi Ponti (con Claudio Rebeschini), Antiga Edizioni, Crocetta del Montello, 2018
- L’architetto come intellettuale, Einaudi, Torino, 2019
- Questa è architettura. Il progetto come filosofia della prassi, Einaudi, Torino, 2021
- L'architettura di Milano. La città scritta dagli architetti dal dopoguerra a oggi (con Adriana Granato), Hoepli, Milano, 2021
- La storia dell'architettura nell'epoca della «sperimentazione». Corso al Politecnico di Milano (1970-1971) (a cura di), Franco Angeli, Milano, 2022
- Il libro della porta. Studio su una forma, Pedragon, Bologna, 2022
- Post-Western Histories of Architecture (con Pilar Maria Guerrieri), Routledge, Londra, 2023
- Storia dell'architettura contemporanea II - 1945-2023, Einaudi, Torino, 2023
- Rem Koolhaas. L'architettura al di là del bene e del male, Einaudi, Torino, 2024